# Jürgen Kämpgen
Jürgen Kämpgen (* 30. Mai 1940 in Berlin; † 7. Juni 2017 in Duisburg) war Diplom-Volkswirt/Dr. rer. pol. und Ratsherr der Stadt Duisburg sowie Mitglied der CDU, Mitglied des Gründungsaufsichtsrates der Gesellschaft für Wirtschaftsförderung Duisburg, Aufsichtsrat der Ruhrgebiet Tourismus Management GmbH (Essen), Bundesdelegierter der Europa-Union Deutschland und Ehrenvorsitzender der Europa-Union Duisburg-Niederrhein.

## Auszeichnungen
Kämpgen war seit 2004 Träger des Verdienstkreuzes Erster Klasse der Bundesrepublik Deutschland. Das Bundesverdienstkreuz I. Klasse wurde Kämpgen für seinen jahrzehntelangen Einsatz für die Verbreitung und Vertiefung des europäischen Einigungsgedankens verliehen. Kämpgen war zudem seit 1969 in der Duisburger Kommunalpolitik sowie viele Jahre regionalpolitisch tätig, so unter anderem im Bezirksplanungsrat Düsseldorf, Kommunalverband Ruhrgebiet in Essen, Regionalverband Ruhr und dort Zweiter Vorsitzender im Ausschuss für Wirtschaft, Regiorat Rhein-Waal (bis 2005).

### Weitere Auszeichnungen
- Europakreuz des Dt. Komitees für europäische Zusammenarbeit 1986
- Stadtring der Stadt Duisburg 1991
- Ehrenkreuz der Europa-Union Nordrhein-Westfalen 1995
- Mérite Européen in Silber 1996